# Zonitis andersoni
Zonitis andersoni es una especie de coleóptero de la familia Meloidae.

## Distribución geográfica
Habita en el sur de Australia.